# Loflazepato de etilo
Loflazepato de etilo é uma substância utilizada como medicamento pertencente ao grupo e sub-grupos:
- Medicamentos Sistema nervoso central
  - Psicofármacos
    - Ansiolíticos,  sedativos e hipnóticos
      - Benzodiazepinas

## Indicações
- Perturbações da  ansiedade e sintomas ansiosos.

## Reacções adversas
- Sonolência
- Descoordenação motora
- Alterações gastro-intestinais
- Diarreia
- Vómitos
- Alterações do  apetite
- Alterações visuais
- Irregularidades cardiovasculares
- Alteração da memória
- Confusão
- Depressão
- Vertigem
- O  seu uso prolongado pode causar dependência e síndrome de abstinência quando a medicação é interrompida

## Contra indicações e precauções
- As doses devem ser reduzidas nos idosos
- Deve ser administrado com cuidado em doentes com miastenia grave ou insuficiência respiratória ou com apneia do sono

## Interacções
Deve ser evitado o uso concomitante de álcool e medicamentos depressores do Sistema Nervoso Central.

## Farmacocinética
Loflazepato de etilo atravessa a barreira placentária e aparece em pequenas doses no leite materno.

## Excreção
Loflazepato de etilo é excretado pela urina, assim como os seus metabolitos.

## Classificação
- MSRM
- ATC - N05BA18
- CAS - 29177-84-2

## Fórmula molecular
- Loflazepato de etilo

C18H14ClFN2O3

## Nomes comerciais
| NOME DO MEDICAMENTO | PAÍSES ONDE É COMERCIALIZADO                            |
| Victan              | Argentina, Bélgica, França, México, Portugal, Tailândia |
| Meilax              | Japão                                                   |